# Хвартикунинский сельсовет
Хвартикунинский сельсовет  — административно-территориальная единица и муниципальное образование со статусом сельского поселения в Гергебильском районе Дагестана Российской Федерации.
Административный центр — село Хвартикуни.

## Население
| 2002  | 2010  | 2012  | 2013  | 2014  | 2015  | 2016  |
| ----- | ----- | ----- | ----- | ----- | ----- | ----- |
| 1026  | ↗1505 | ↘1490 | ↗1495 | ↘1489 | ↗1508 | ↘1490 |
| 2017  | 2018  | 2019  | 2020  | 2021  | 2023  | 2024  |
| ↘1488 | ↗1506 | ↗1516 | ↗1529 | ↘915  | ↘912  | ↘909  |

## Состав
| № | Населённый пункт | Тип населённого пункта       | Население |
| - | ---------------- | ---------------------------- | --------- |
| 1 | Тунзи            | село                         | ↘75       |
| 2 | Хварада          | село                         | ↘39       |
| 3 | Хвартикуни       | село, административный центр | ↘801      |